# Maoridaphne
Maoridaphne is een geslacht van uitgestorven weekdieren uit de klasse van de Gastropoda (slakken).

## Soorten
- Maoridaphne clifdenica (Laws, 1939) †
- Maoridaphne haroldi Powell, 1942 †
- Maoridaphne kaiparica (Laws, 1939) †